# El retrato de mi hermano muerto
El Retrato de mi hermano muerto es un óleo sobre lienzo pintado en 1963 por Salvador Dalí. El cuadro, de 175x175 cm de medida se encuentra en el The Salvador Dalí Museum de San Petersburgo (Estados Unidos), con el número de catálogo 240.
Dalí destacó de la obra la técnica de la antimateria, en la cual se encontraban una serie de puntos rojos y negros hechos con cerezas. Las cerezas negras forman el rostro del hermano mientras que las rojas el rostro del Salvador vivo. De esta manera el artista regresa a sus imágenes dobles, componiendo un retrato que no es solo de su hermano sino también de sí mismo. El pintor ubica en el lado derecho de la pintura a una serie de soldados, o conquistadores, que empuñan lanzas y avanzan hacia el rostro del hermano muerto para ayudar al pintor deshacerse de él. De entre la cabeza del retrato destacaba el pico y el ojo de un ave que tiene como significado que el ave acecha el destino del hermano muerto.